# Фрањо Халер
Гроф Фрањо Халер (Ердељ, 24. март 1796 — Беч, 5. март 1875) био је бан краљевина Хрватске и Славоније од 1842. до 1845. године. 
Завршио је право, затим је отишао у војску, и у бици код Лајпцига је постао официр. Касније је постао коморник Палатина Јосипа и поткапетан дворске угарске телесне гарде. Био је Мађар, али је био одан бечкој влади. Именован је за бана после рестаурације загребачке жупаније (1842), која је проузроковала негодовања међу мађаронима и Мађарима. Мислило се, да долази у Хрватску са мисијом, да »начини ред«, и да ће његову »јаку руку« осетити Илири. Халер је заиста известио краља, о несносним приликама у Хрватској ради »узбуђења међусобних непријатељства и странчарства«, и тако је дошло до забране употребе илирског имена (11. јануар 1843). Међутим фрањо Халер је у почетку свог бановања показао да није експоненат мађарских тежњи, и народна странка није имала разлога, да се на њега жали. Халер је на угарском сабору енергично бранио муниципална права Хрватске против пресизања Мађара. 
До сукоба између Илира и бана дошло је 1845, кад је требало да се поново обави рестаурација загребачке жупаније, и када је бан, очито под утицајем двора, који је подлегао Мађарима, нагињао мађаронима. Приликом те рестаурације дошло је до крвопролића на Марковом тргу, због чега су народњаци почели да мрзе Халера, сматрајући га кривцем за те догађаје. Халер је спровео рестаурацију до краја, и жупанија је дошла у мађаронске руке. Халер је, након свршене рестаурације, затражио од краља отпуст, али његова оставка је прихваћена тек у јесен, после одржаног хрватског сабора, којим је он председавао. На том сабору Халер се замерио мађаронима (у питању сарађивања и права гласа простог племства), тако да су његов одлазак све странке радосно поздравиле. Народна странка му никад није заборавила крвави 29. јул. Одрекавши се банске части Халер је наставио да води војнички живот по Италији и у Бечу, где је и умро.